# Psalterium Georgii

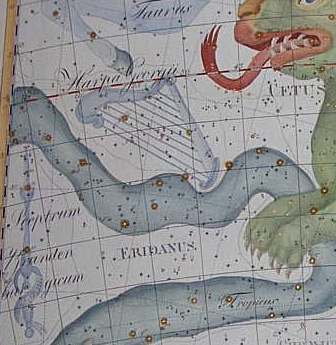
Constelación de Harpa Georgii.

Psalterium Georgii, el arpa de George, fue una constelación creada por Maximilian Hell en 1781 en honor a Jorge III de Inglaterra. La constelación es también conocida por Harpa Georgii, que representa un arpa. Estaba situada entre Taurus, Eridanus y Cetus. Sus estrellas pertenecen en la actualidad a Eridanus. Ya no se utiliza más.